# سرو مهرگان
سرو مهرگان چهارمین اثر ثبت شده میراث طبیعی ایران است که در استان خراسان شمالی قرار دارد. این درخت کهنسال و پدیده طبیعی ملی در شهر اسفراین در ۲۰۰ متری شمال غربی میدان پهلوان کشوری قرار دارد که با شماره ۴ در تاریخ ۲۵ آبان ۱۳۸۷ بعنوان میراث طبیعی توسط میراث فرهنگی ثبت گردید. قدمت این اثر یک هزار و ۱۰۰ سال و دارای ۹ متر ارتفاع، ۱۷۲ سانتیمتر قطر و وسعت سطح پوشش تاج آن ۹۷ مترمربع است. مهرجان یا مهرگان نام قدیمی اسفراین است.